# Castillo de Biscarri
El castillo de Biscarri está situado en el antiguo pueblo de Biscarri, sobre una colina encima de la iglesia románica de San Andrés de Biscarri. Fue uno de los castillos en que el conde de Urgel basó su conquista del Pallars a los sarracenos. Está en el pueblo de Biscarri, del término municipal de Isona y Conca Dellá, dentro del antiguo término de Benavent de la Conca.
Fue uno de los castillos donados por el conde Ermengol III a Arnau Mir de Tost, que debió hacer la conquista a los sarracenos. En su testamento del 1071, lo deja a su hija, la condesa Valença, y a su nieto, Arnau. Esta donación fue confirmada en 1077 por Ermengol IV, pero manteniendo expresamente el señorío a favor del conde de Urgel.
En el siglo XIV, en cambio, aparece en manos del Capítulo de canónigos de la Seo de Urgel, en las que permaneció ya hasta la extinción de los señoríos, en 1831.
Del castillo de Biscarri, actualmente quedan pocos restos. Posiblemente reconvertido los últimos tiempos en una casa más del pueblo, en Biscarri, quedan sólo algunos muros en el punto más alto del pueblo.